# 잭 인 더 박스

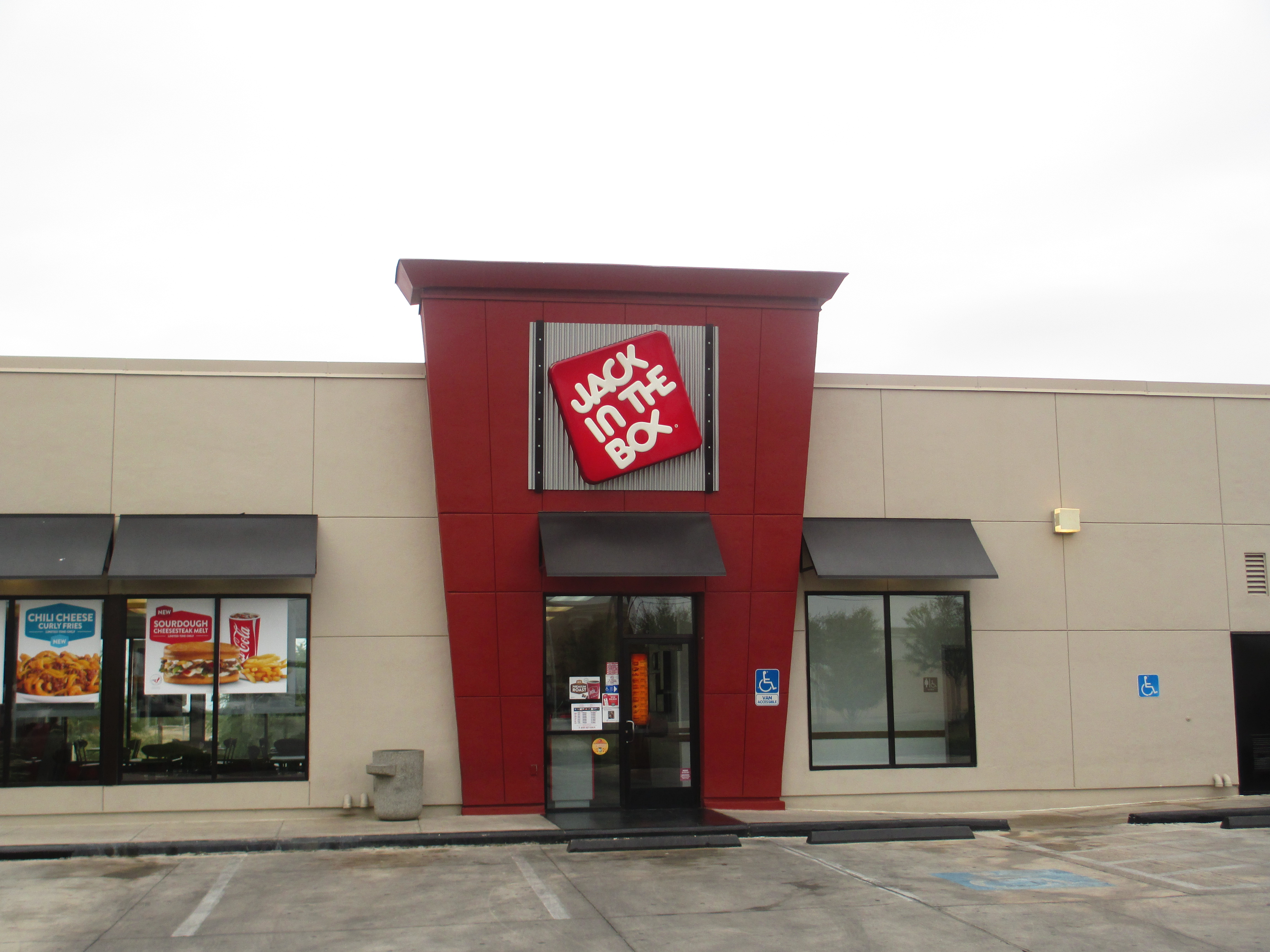
라레도에 있는 잭 인 더 박스

잭 인 더 박스(영어: Jack in the Box)는 미국의 햄버거 체인점 브랜드이다. 본사는 캘리포니아주 샌디에이고에 위치해있다.
1951년에 로버트 O. 피터슨에 의해 설립되었으며, 현재 2,200여개의 매장을 운영하고 있다.